# Microsoft BizTalk Server
Microsoft BizTalk Server — программный продукт компании Microsoft, обеспечивающий возможность автоматизации и управления бизнес-процессами на внутрикорпоративном и межкорпоративном уровне. Используя BizTalk, организации могут создавать распределённые бизнес-процессы, интегрирующие различные приложения внутри предприятия, а также реализующие надёжное и безопасное взаимодействие с партнёрами организации через локальную сеть и интернет. BizTalk также позиционируется как Сервер приложений (англ. Application Server).
Основные функции BizTalk
- Брокер сообщений (англ. Message broker).
- Интеграция приложений внутри предприятия (англ. Enterprise Application Integration, сокр.EAI).
- Взаимодействие с партнёрами по бизнесу (англ. Business-to-business, рус. сокр.B2B).
- Автоматизация и управление бизнес процессами (англ. Business process automation сокр. BPA, Business process management, сокр. BPM).
- Создание сервисной шины предприятия англ. (Enterprise Service Bus, сокр. ESB).

## Версии
- BizTalk Server 2020
- BizTalk Server 2016
- BizTalk Server 2013
- BizTalk Server 2010
- BizTalk Server 2009
- BizTalk Server 2006 R2
- BizTalk Server 2006
- BizTalk Server 2004 (переписана с использованием .NET)
- BizTalk Server 2002
- BizTalk Server 2000

## Архитектура
BizTalk построен на архитектуре издателей/подписчиков сообщений (publish/subscribe architecture), основной принцип которой заключается в том, что издатель создаёт и передаёт сообщение на шину сообщений (BizTalk), а соответствующие подписчики принимают сообщение. Подписчики могут принимать только определённые сообщения, фильтруемые по их содержимому и свойствам, а также типу издателя.
Сообщение внутри BizTalk представлено в формате XML, формат сообщения определяется в XSD стандарте, преобразование сообщения определяется в XSLT формате.
Взаимодействие с приложениями BizTalk осуществляет через специальные компоненты, называемые адаптерами. В дистрибутиве с BizTalk поставляются уже готовые адаптеры для основных протоколов и систем: FILE, HTTP, SOAP, FTP, POP3, SMTP, SQL, MSMQ, MQSeries, Microsoft SharePoint, семейство Windows Communication Foundation, AppFabric Connect адаптеров. Дополнительно к этим адаптерам поставляются адаптеры к различными существующим корпоративным системам, таким как: SAP, Microsoft Dynamics CRM, Oracle eBusiness Suite, Oracle Database, J.D.Edwards, Siebel eBusiness Applications, MySQL; адаптеры к корпоративным стандартам EDI (ASC X12, EDIFACT) , SWIFT, HL7, RosettaNet и другие. Разработчики систем поставляют многие другие адаптеры.